# Jiangsu Suning FC
Jiangsu Suning Football Club a fost un club profesionist de fotbal din China cu sediul în Nanjing, Jiangsu. Stadionul de casă al echipei a fost Nanjing Olympic Sports Centre având o capacitate de 61.443 de locuri. A fost desființat la data de 28.02.2021.

## Jucători

### Lotul actual
La 17 iulie 2019.
| Nr. |                            | Poziție | Jucător                                            |
| --- | -------------------------- | ------- | -------------------------------------------------- |
| 1   | Republica Populară Chineză | P       | Gu Chao                                            |
| 2   | Republica Populară Chineză | F       | Li Ang                                             |
| 3   | Republica Populară Chineză | M       | Tian Yinong                                        |
| 5   | Republica Populară Chineză | F       | Zhou Yun                                           |
| 6   | Republica Populară Chineză | F       | Yang Boyu                                          |
| 8   | Republica Populară Chineză | A       | Feng Boyuan                                        |
| 9   | Italia                     | A       | Éder                                               |
| 10  | Brazilia                   | M       | Alex Teixeira                                      |
| 11  | Republica Populară Chineză | M       | Xie Pengfei                                        |
| 16  | Republica Populară Chineză | M       | Gao Tianyi                                         |
| 17  | Republica Populară Chineză | M       | Luo Jing                                           |
| 18  | Republica Populară Chineză | M       | Zhang Lingfeng                                     |
| 19  | Republica Populară Chineză | P       | Zhang Yan                                          |
| 20  | Republica Populară Chineză | M       | Abduhamit Abdugheni                                |
| 21  | Republica Populară Chineză | M       | He Chao (on loan from Guangzhou Evergrande Taobao) |
| 22  | Republica Populară Chineză | M       | Wu Xi (captain)                                    |

| Nr. |                            | Poziție | Jucător         |
| --- | -------------------------- | ------- | --------------- |
| 23  | Republica Populară Chineză | P       | Li Haitao       |
| 24  | Republica Populară Chineză | M       | Ji Xiang        |
| 28  | Republica Populară Chineză | F       | Yang Xiaotian   |
| 29  | Italia                     | F       | Gabriel Paletta |
| 30  | Republica Populară Chineză | M       | Ye Chongqiu     |
| 31  | Republica Populară Chineză | M       | Ma Fuyu         |
| 32  | Republica Populară Chineză | M       | Huang Zichang   |
| 33  | Republica Populară Chineză | M       | Wang Song       |
| 34  | Republica Populară Chineză | M       | Li Jiawei       |
| 35  | Republica Populară Chineză | P       | Huang Zihao     |
| 36  | Republica Populară Chineză | P       | Qi Yuxi         |
| 37  | Republica Populară Chineză | M       | Liu Xinxiang    |
| 38  | Republica Populară Chineză | M       | Chen Yunhan     |
| 39  | Republica Populară Chineză | A       | Xu Chunqing     |
| 40  | Republica Populară Chineză | M       | Ni Yin          |

## Antrenori
Managerii care au antrenat clubul Jiangsu Sainty de când au devenit un club profesionist în 1994.
| - Liu Pingyu (1994 – 1995) - Wei Ritun (1996) - Hu Zhigang (1997) - Yang Yumin (1998 – 1999) - Gu Mingchang (2000) - Željko Banjac (2000) - Leonid Koltun (2000 – 2001) - Boško Antić (2001) - Liu Pingyu (2002) - Leonid Koltun (2002 – 2003) - Chi Shangbin (1 februarie 2004 – 13 iulie 2004) - Leonid Koltun (2004) - Wang Baoshan (2005) | - Ma Lin (2006) - Li Hongbin (2006) - Branko Vojinović (2007) - Pei Encai (21 decembrie 2007 – 31 decembrie 2010) - Ján Kocian (1 ianuarie 2011 – 5 mai 2011) - Dragan Okuka (10 mai 2011 – 5 noiembrie 2013) - Gao Hongbo (8 noiembrie 2013 – 29 iunie 2015) - Dan Petrescu (12 iulie 2015 – 3 iunie 2016) - Tang Jing (3 iunie 2016 – 30 iunie 2016) (interimar) - Choi Yong-soo (1 iulie 2016 – 2 iunie 2017) - Li Jinyu (2 iunie 2017 – 11 iunie 2017) (interimar) - Fabio Capello (11 iunie 2017 – ） - Cosmin Olăroiu (2018 – ） |  |

## Palmares
Această listă conține atât trofee primite ca echipă profesională, cât și ca echipă semi-profesională.

### Campionate
- Chinese Jia-A League/Chinese Super League (Top Tier League)

Vice-campioni (2): 2012, 2016
- Chinese Jia B League/Chinese League One (Second Tier League)

Campioni (2): 1992, 2008
- Chinese Yi League/Chinese League Two (Third Tier League)

Campioni (1): 1997

### Cupe
- Chinese FA Cup

Campioni (1): 2015
Vice-campioni (2): 2014, 2016
- Chinese FA Super Cup

Campioni (1): 2013
Vice-campioni (2): 2016, 2017